# Van Till

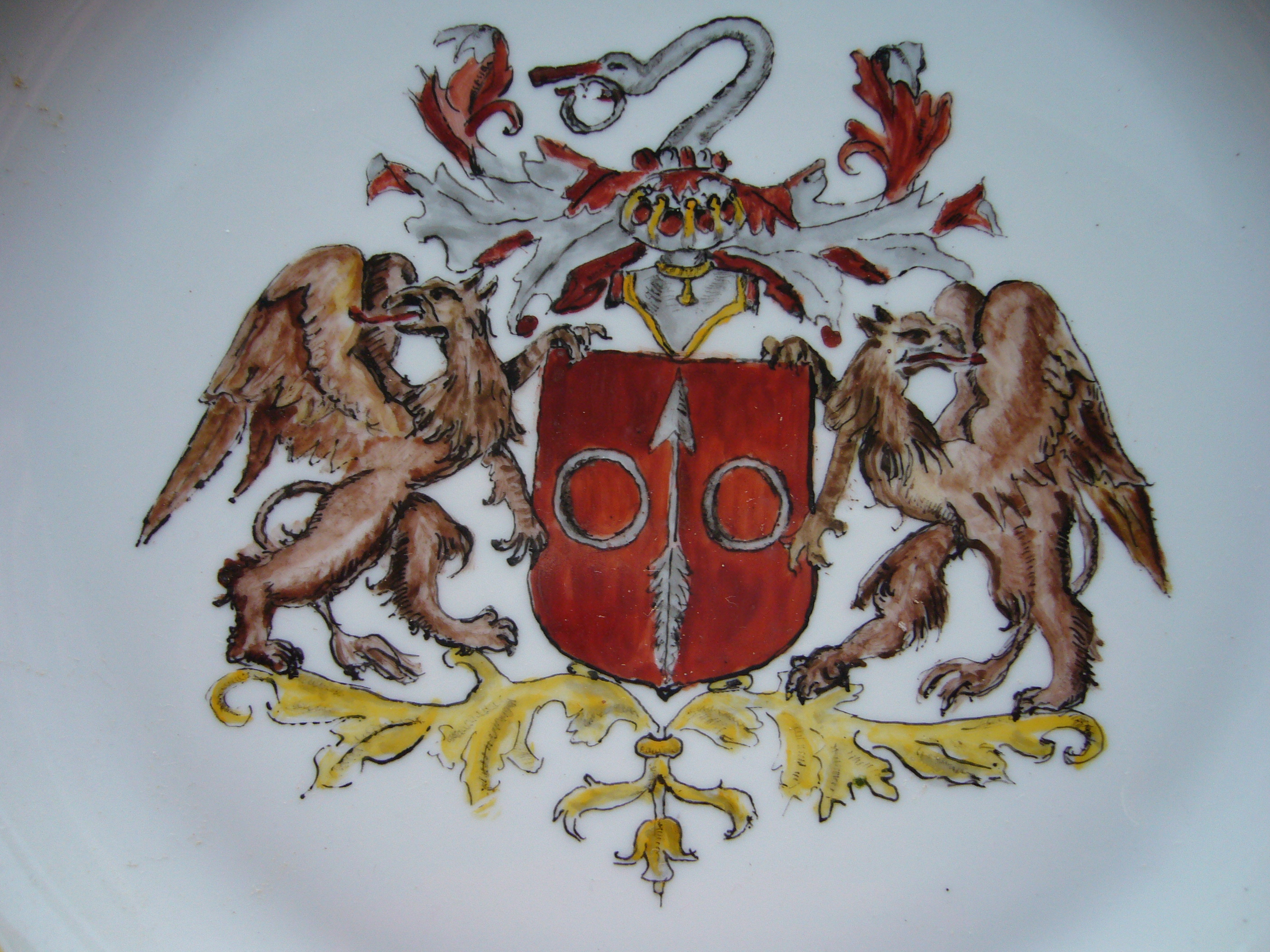
Bord met familiewapen

Van Till is een Nederlands adellijke familie uit de buurt van Kleef, waar het dorp Till ligt. Het dorp ligt nu op Duits grondgebied.

## Geschiedenis
Willem van Till pachtte in 1386 de 'Hof te Till' van Adolf III van der Mark, de Hertog van Kleef. Zijn nakomelingen werden geadmitteerd in de ridderschappen van het Land van Valkenburg en in die van de Over-Betuwe en de Veluwe.
In 1822 werd voor Willem Ernst van Till de door hem en zijn voorouders gevoerde titel van baron erkend.

## Enkele telgen
- Willem van Till (†1655), drossaard namens de Staten-Generaal van de Nederlanden, eerste staatse drossaard van het Land van Valkenburg (1633-1651)
  - Hans Willem van Till, drossaard van het Land van Valkenburg (1651-1667)
  - Gijsbert van Till (1625-kort na 1700), kapitein
    - Lambert Floris van Till (1678-1722), luitenant-kolonel
      - Gijsbert Casijn van Till (1715-1792), generaal-majoor
        - Gerhard Casijn van Till, heer van de Wildbaan (1742-1812), luitenant-kolonel
          - Willem Ernst baron van Till (1772-1860), kapitein
            - Gerhard Frederik baron van Till (1807-1846), 1ste luitenant infanterie, Ridder Militaire Willems-Orde
              - Willem Ernst baron van Till (1836-1881), belastingcontroleur
                - Gerhard Frederik Casijn baron van Till (1870-1940)
                  - Gijsbert Nicolaas Henricus 'Hans' baron van Till (1902-1971), kapitein-ter-zee, chef staf van de inspecteur-generaal Koninklijke Marine, waterschout van Amsterdam, adjudant i.b.d. van Koningin Juliana; trouwde in 1932 met Henriëtte Pauline Julie Tutein Nolthenius (1908-1986), kunstenares en dame du palais

                - Mr. Cornelis Eliza Anne 'Kees' baron van Till (1871-1944), oprichter van bankiersfirma Oppenheim & van Till
                  - Jacobus Catharinus Cornelis 'Jaap' baron van Till (1900-1977), bankier; trouwde in 1927 met Sheilagh Vigers de Vesci Canch Kavanagh (1898-1976); trouwde in 1943 met mr. dr. Hester Adrienne Henriette barones d'Aulnis de Bourouill (1920-1997), lid van de familie D'Aulnis de Bourouill

              - Gerhard Anne baron van Till (1843-1928), majoor
                - Gerhard Frederik baron van Till (1868-1945), generaal-majoor

## Afbeeldingen

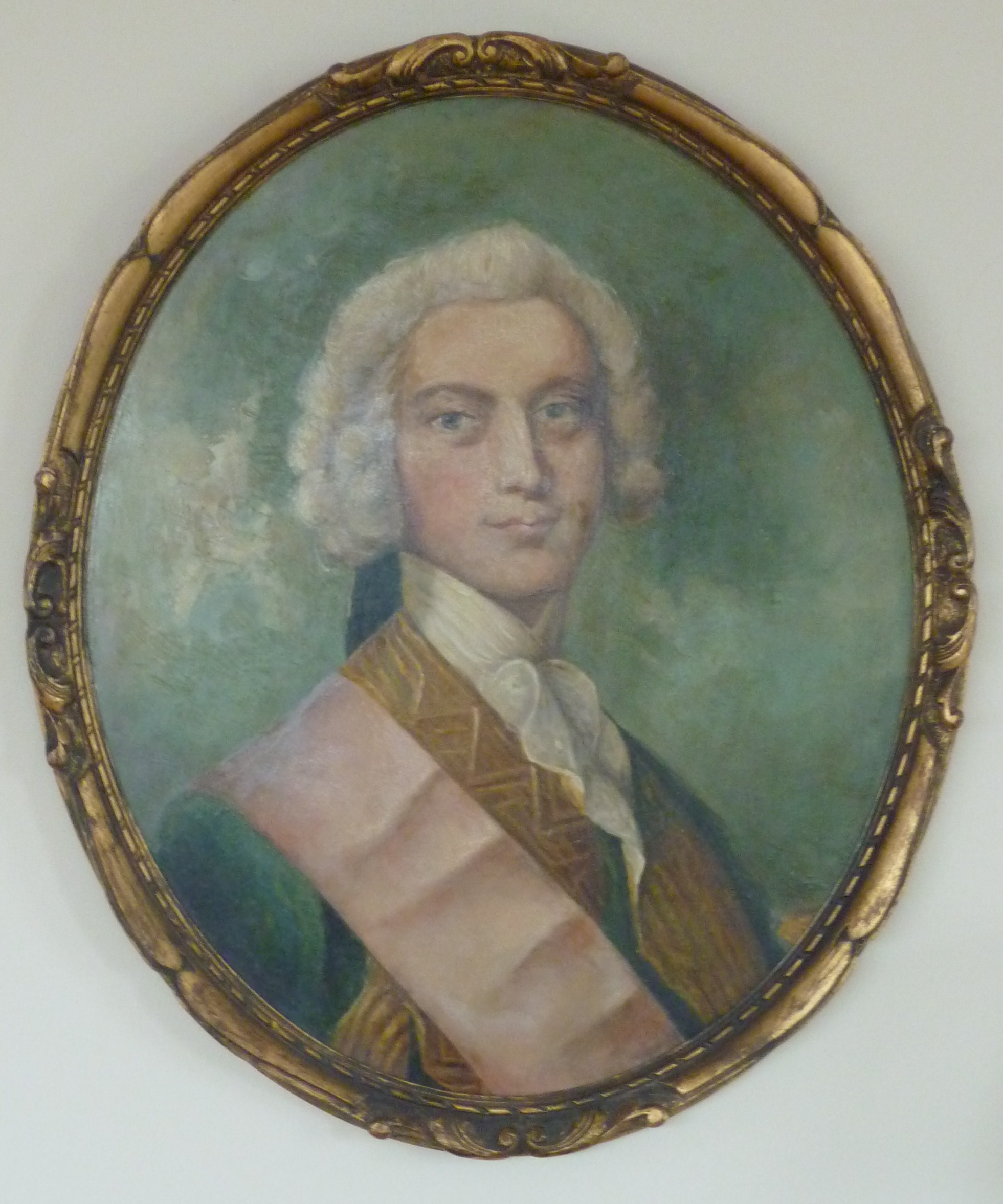
Gerhard Casijn van Till (1742-1812)
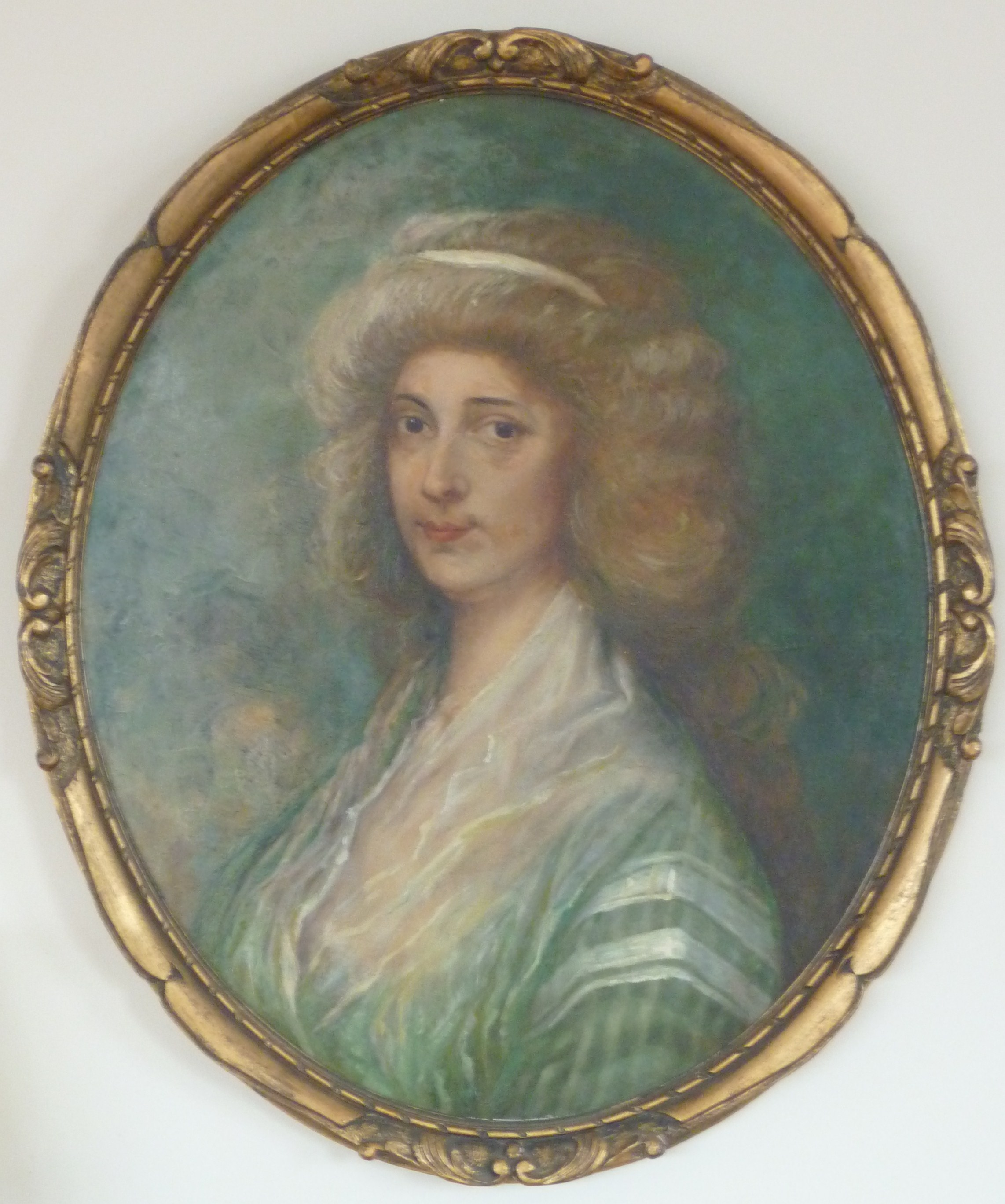
Gertrude van Raders (1746-1803), echtgenote van Gerhard Casijn van Till
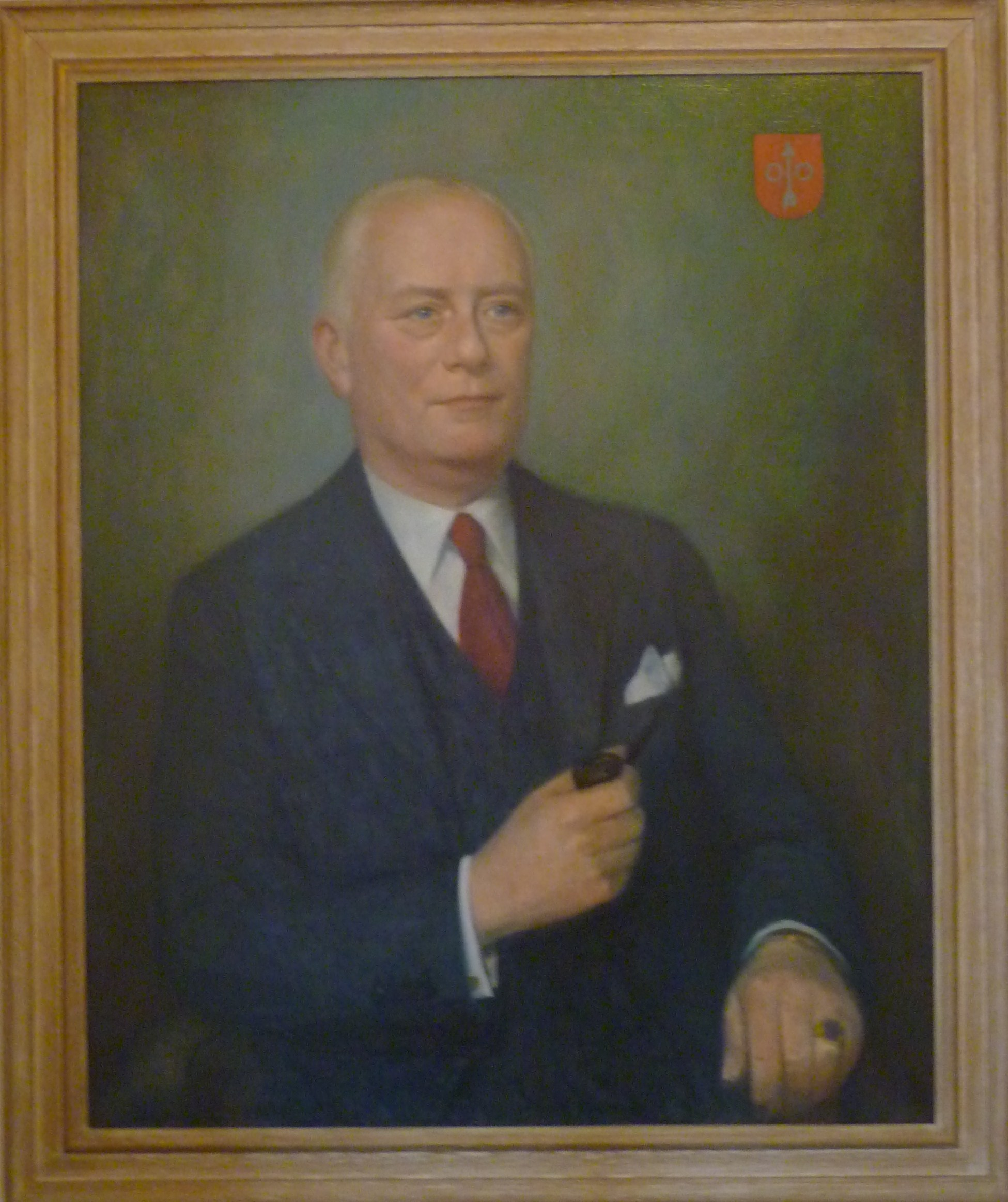
Jaap van Till (1900-1977)